# Ole Qvist
Ole Qvist (født 25. februar 1950 i København) er en tidligere landsholdsspiller i fodbold.
Målmanden har altid spillet for Københavns Boldklub og nåede at spille 39 A-landskampe.
Qvist var især kendt for sine hurtige reaktioner på stregen og sin styrke i mand-til-mand-situationerne. Til gengæld var han ikke så dominerende ude i feltet ved de høje bolde. Han opnåede nærmest status som folkehelt under EM i Frankrig i 1984, hvor han med et par brandkampe stærkt medvirkede til Danmarks semifinaleplads i turneringen. Efter EM fortsatte han som førstemålmand på landsholdet indtil efteråret 1985, hvor han blev ramt af migræne op til udekampen mod Sovjetunionen i Moskva. Troels Rasmussen fra AGF fik chancen, og siden da fik Qvist aldrig sin landsholdsplads tilbage.
Han har i mange år været ansat i færdselspolitiet som motorcykelbetjent. Ole Qvists far var bladtegneren Hans Qvist.